# Jan Lindvall
Jan Petter Lindvall (Kåfjord, 18 marzo 1950) è un ex fondista norvegese.

## Biografia
In Coppa del Mondo esordì nella gara inaugurale del 9 gennaio 1982 a Reit im Winkl (17°), ottenne il primo podio il 7 marzo successivo a Lahti (2°) e l'unica vittoria il 20 febbraio 1983 a Kavgolovo.
In carriera prese parte a un'edizione dei Giochi olimpici invernali, Sarajevo 1984 (13° nella 30 km, 5° nella 50 km, 4° nella staffetta), e a una dei Campionati mondiali, Oslo 1982 (11° nella 50 km TC).

## Palmarès

### Coppa del Mondo
- Miglior piazzamento in classifica generale: 4º nel 1983
- 4 podi (tutti individuali[1]):
  - 1 vittoria
  - 1 secondo posto
  - 2 terzi posti

#### Coppa del Mondo - vittorie
| Data             | Località  | Nazione          | Spec.    |
| ---------------- | --------- | ---------------- | -------- |
| 20 febbraio 1983 | Kavgolovo | Unione Sovietica | 50 km TC |

Legenda:

TC = tecnica classica